# Мішель Камдессю
Мішель Камдессю (фр. Michel Camdessus; 1 травня 1933, Байонна) — французький економіст, директор-розпорядник Міжнародного валютного фонду (МВФ) з 16 січня 1987 до 14 лютого 2000 (довше всіх на цій посаді).

## Біографія
Народився в сім'ї журналіста.
Закінчив юридичний факультет Паризького університету, Інститут політичних досліджень в Парижі і Національну школу адміністрації.
Працював у генеральній дирекції народної освіти в Алжирі, міністерстві фінансів і економіки Франції, був фінансовим радником постійного представництва Франції при Європейському економічному співтоваристві (ЄЕС) у Брюсселі.
Повернувшись в 1968 році до Франції, зайняв пост начальника відділу фінансування промислових підприємств у французькому казначействі. У 1971 році став заступником директора, а з 1982 року — директором казначейства.
З грудня 1982 по грудень 1984 був головою Валютного комітету Європейського Економічного Співтовариства. Одночасно обіймав відповідальні посади в Французькому банку. У серпні 1984 року його було призначено заступником керуючого, потім у листопаді 1984 року — керівником Банку Франції. У цей же період був адміністратором Центрального банку країн Західної Африки.
З 16 січня 1987 року — директор-розпорядник Міжнародного валютного фонду. Переобирався на цей пост тричі. Серед найбільш важливих подій його перебування на посаді був Східноазійська фінансова криза. Залишив посаду 14 лютого 2000 року.
25 серпня 2009 президент Франції Ніколя Саркозі призначив Камдессю головою комісії з трейдерським компенсацій. Мета такого призначення — стежити за преміальними виплатами найбільш високооплачуваним французьким трейдерам з банків, що одержали державну підтримку.
В даний час — президент Semaines Sociales de France і член комісії по Африці, створеної Тоні Блером. Він також є членом Папської ради з питань справедливості і миру.

## Нагороди
- Великий офіцер Ордена Почесного легіону (2.04.2010)
- Командор Ордена Почесного легіону (30.10.2003)
- Кавалер Ордена «За заслуги» (Франція)
- Великий офіцер Ордена Республіки Кот-д'Івуар (2012)